# Eucera fasciatella
Eucera fasciatella är en biart som beskrevs av Amédée Louis Michel Lepeletier 1841. Eucera fasciatella ingår i släktet långhornsbin, och familjen långtungebin. Inga underarter finns listade i Catalogue of Life.